# Neiba
Neiba (tudi Neyba) je glavno mesto province Baoruco v jugozahodni Dominikanski republiki. Nahaja se 180 km zahodno  od prestolnice države Santo Domingo, tik ob jezeru  Enriquillo, največjem jezeru Karibskega otočja.